# Emerald (Schiff, 1958)
Die Emerald war ein Kreuzfahrtschiff, das 1958 als Passagierschiff Santa Rosa für die Grace Line gebaut wurde. Die Emerald war bis 2009 im Dienst und damit das letzte im Dienst stehende, ehemalige Linienpassagierschiff, das in den Vereinigten Staaten gebaut wurde. Außerdem war das Schiff eines der letzten aktiven Kreuzfahrtschiffe der 1950er Jahre. 2012 ging es zum Abbruch ins indische Alang.

## Bau
1956 bestellte die Grace Line zwei neue Passagierschiffe, die als Ersatz für die mittlerweile veralteten Schwesterschiffe Santa Rosa und Santa Paula von 1932 dienen und auch ihre Namen übernehmen sollten. Die neuen Schiffe wurden von Gibbs & Cox mit Sitz in Arlington County entworfen, die bereits für das Design der Vorgängerschiffe verantwortlich gewesen waren. Die beiden Schwesterschiffen entstanden in der Werft von Newport News Shipbuilding in Newport News und waren gleichzeitig die letzten Linienpassagierschiffe, die komplett in den Vereinigten Staaten gebaut wurden. Die Schwesterschiffe hatten ein modernes Design und waren mit neuartigen Stabilisatoren ausgestattet. Außerdem besaß jede Kabine eine eigene Klimaanlage sowie ein Badezimmer. Die beiden Schiffe konnten zudem Fracht befördern und besaßen daher zwei Ladeluken am Heck sowie eine seitliche Ladeluke. Als erstes der beiden Schiffe wurde die Santa Rosa am 28. August 1957 vom Stapel gelassen und am 12. Juni 1958 an die Grace Line abgeliefert. Wenige Monate später folgte das Schwesterschiff Santa Paula.

## Dienstzeit

### Santa Rosa
Die Santa Rosa wurde am 26. Juni 1958 in Dienst gestellt und fortan mit ihrem Schwesterschiff im Liniendienst von New York nach Südamerika und der Karibik eingesetzt.
In den frühen Morgenstunden des 26. März 1959 befand sich die Santa Rosa auf der Heimreise nach New York, als dichter Nebel aufzog. Etwa 20 Seemeilen vor Atlantic City kollidierte das Schiff mit dem Tanker Valchem. An Bord der Santa Rosa gab es keine Verletzten, doch ein Besatzungsmitglied des Tankers starb bei der Kollision. Drei weitere Besatzungsmitglieder wurden von Bord geschleudert und blieben verschollen. Die Valchem war stark beschädigt und konnte ihre Fahrt nicht fortsetzen, da ihr Maschinenraum überflutet war. Außerdem wurde durch die Kollision ihr Schornstein abgetrennt, der nun auf dem Bug der Santa Rosa lag. Die Schäden an der Valchem waren so groß, dass sie als Totalverlust nicht wieder repariert und 1961 abgewrackt wurde. Die Santa Rosa hatte ebenfalls schwere Beschädigungen am Bug, konnte jedoch ihre Heimreise fortsetzen.
1970 wurde die Grace Line mit der Prudential Line zusammengeschlossen, um fortan die Prudential-Grace Line zu bilden. Die Santa Rosa blieb noch ein weiteres Jahr im Dienst, doch 1971 wurde das Schiff wegen sinkender Passagierzahlen in Hampton Roads aufgelegt und zum Verkauf angeboten. nach vier Jahren Aufliegezeit wurde die Santa Rosa von der Vintero Corporation mit Sitz in New York gekauft, die es erneut im Dienst nach Südamerika einsetzen wollte. Diese Pläne blieben jedoch unverwirklicht. Erst vierzehn Jahre später wurde das mittlerweile schlecht erhaltene Schiff an die Coral Cruise Line verkauft und im Dezember 1989 nach Griechenland geschleppt.

### Pacific Sun/Diamond Island
Im März 1990 traf das mittlerweile in Pacific Sun umbenannte Schiff in Chalkis ein, wo es für insgesamt 70 Millionen Dollar modernisiert und umgebaut wurde. Während der Modernisierung wurde es in Diamond Island umbenannt. 1991 erfolgte die Ablieferung an den Eigentümer. Die Diamond Island hatte sich durch die neuen zusätzlichen Aufbauten äußerlich komplett verändert und wirkte nun wesentlich moderner. Äußerlich erinnerte nun lediglich der Rumpf an ihre frühere Dienstzeit als Santa Rosa.

### Regent Rainbow
Das Schiff wurde 1992 als Regent Rainbow an Regency Cruises verkauft und für Kreuzfahrten eingesetzt, bis die Reederei 1995 Insolvenz anmelden musste. Das Schiff wurde am 27. November 1995 arrestiert und nach Auflösung der Reederei im Dezember 1996 an die Louis Cruise Line verkauft, die es in Emerald umbenannte.

### Emerald/The Emerald

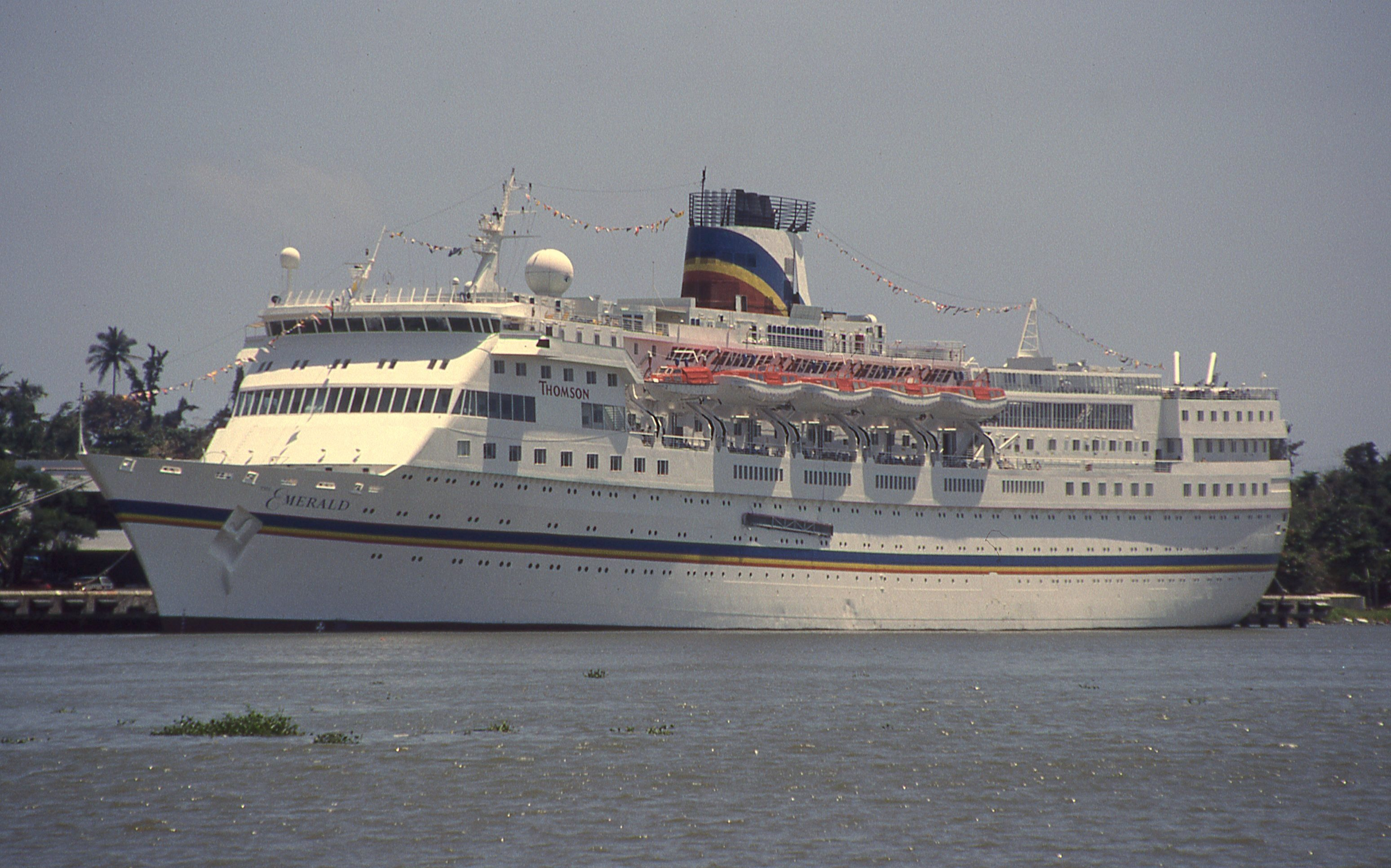
Die The Emerald im Dienst für Thomson Cruises, März 1999

1997 wurde das Schiff an den britischen Kreuzfahrtanbieter Thomson Cruises verchartert und unter dem Namen The Emerald vermarktet. Schnell wurde der mittlerweile über 40 Jahre alte Dampfer zum beliebtesten Schiff der Flotte. Die The Emerald blieb bis November 2008 im Dienst, als beschlossen wurde, sie durch ein neueres Schiff zu ersetzen. Das Schiff kehrte daher wieder als Emerald zu Louis Cruises zurück und wurde für eine weitere Saison eingesetzt, bis es im Herbst 2009 endgültig außer Dienst gestellt wurde.

## Aufliegezeit und Abbruch
Die Emerald wurde nach ihrer Ausmusterung in Eleusis aufgelegt und wieder in The Emerald umbenannt. Das Schiff lag in dieser Zeit neben der Sapphire, ebenfalls einem ehemaligen Schiff von Louis Cruises. Obwohl die The Emerald den aktuellen Sicherheitsbestimmungen (SOLAS 2010) entsprach, fand sich kein neuer Betreiber für das über 50 Jahre alte Schiff. 2011 wurden die beiden nebeneinanderliegenden Schiffe von Schrotthändlern aus Indien besichtigt, die 2012 beide Schiffe kauften. Die Sapphire traf im Mai 2012 zum Verschrotten im indischen Alang ein, die mittlerweile wieder in Emerald umbenannte The Emerald folgte ihr im Juli 2012. Am 2. August 2012 wurde das 54 Jahre alte Schiff zum Abbruch in Alang gestrandet.